# Rodolfo Hinostroza
Rodolfo Hinostroza Clausen (Lima, 27 de octubre de 1941-Ib., 1.º de noviembre de 2016) fue un destacado y reconocido poeta, narrador, dramaturgo, traductor, periodista, astrólogo y gastrónomo peruano.

## Biografía
Nació en Lima y pasó su infancia en Huaraz, un pueblo andino a 3200 m de altura, hasta la edad de 9 años. De regreso a Lima terminó sus estudios secundarios en la Institución Educativa Emblemática Nuestra Señora de Guadalupe, y en 1961 ingresó a la Universidad Nacional Mayor de San Marcos para estudiar Medicina. Pronto abandonó la Facultad de Ciencias atraído por la literatura.
En 1962 viajó a Cuba con una beca para realizar estudios de literatura inglesa en la Universidad San Cristóbal de La Habana. En esos años, que incluyeron la crisis de los misiles en octubre de 1962, escribió su primer libro de poemas, Consejero del Lobo, que fue publicado al año siguiente en la editorial El Puente, de La Habana. Frustrado por la forma en que el régimen castrista usaba a los becados como guerrilleros para provocar múltiples revoluciones en toda América Latina, logró finalmente abandonar la isla después de una serie de experiencias muy intensas y regresó al Perú.  
De vuelta en Lima, en 1964, trabajó como periodista en la revista Caretas, se casó con la francesa Nadine Cailliére, y juntos viajaron a París en mayo de 1968, en plena revolución contra el gobierno de De Gaulle.  
En París trabajó como comentarista radial en la ORTF, como lector en la editorial Gallimard y como traductor para las editoriales españolas Tusquets y Seix Barral. Entre los autores que tradujo se encuentran J. M. G. Le Clézio, Boris Vian y Benjamin Péret. En 1972 ganó el premio internacional de poesía Maldoror. Más adelante trabajó en la agencia de viajes Uniclam escribiendo guías de turismo como las de México (1976), Bolivia (1978) y Perú (1981), que fueron publicadas en francés. En 1979 publicó en Tusquets Aprendizaje de la limpieza, que rememora su largo psicoanálisis, comenzado en Lima y terminado en 1975 en París.  
En 1984 regresó a Lima y se casó con la traductora holandesa Ingrid Sipkes, con quien tuvo tres hijos: Cayetana, Lorenzo y Ruy. Se reincorporó al periodismo, especializándose en gastronomía para impulsar la difusión y conocimiento de la cocina peruana en el ámbito tanto nacional como internacional, dirigiendo una serie de publicaciones sobre el tema en el periódico La República, en la revista Caretas y en Anfitrión, Guía del Ocio y la Gastronomía principalmente, que precedieron la "revolución gastronómica" peruana que lanzarían a esta culinaria a los primeros rangos internacionales. En 1987 ganó el primer premio internacional de cuento Juan Rulfo, en París, por el cuento "El benefactor". En 1994 publicó su novela Fata Morgana. En 1997 ganó el premio Arte Nuevo con su pieza teatral "Cuadrando el Círculo", que recorrió el Perú de norte a sur en un teatro rodante, siendo vista por 75 000 espectadores. En 2001 aparece su libro Cuentos de extremo occidente, y en 2005 publicó en la editorial española Everest sus Primicias de cocina peruana, que culminó su trayecto gastronómico y con el que ganó tres premios internacionales en Pekín, Nueva York y Madrid.   
Después de un largo silencio poético, en 2005 publicó Memorial de la casa grande, y en 2006 Nudo Borromeo y otros poemas. En 2007, Visor Editores publicó en Madrid su Poesía completa. En 2012, la Editorial Del Tambo publicó su Poesía completa en Lima. En noviembre de 2013 recibió el Premio Nacional de Cultura en Perú, otorgado por el Ministerio de Cultura y Petroperú. Falleció el 1.º de noviembre de 2016, a los 75 años de edad, en la ciudad de Lima. Fue enterrado en el cementerio Campo Fe de Huachipa.

## Obra publicada

### Poesía
- Consejero del Lobo
  - Fondo de Cultura Popular, Lima, 1965
  - Editorial El Puente, La Habana, 1964
  - Tixi Ediciones, Lima, 2003

- Contra natura
  - Barral Editores, Barcelona, 1971
  - Fondo Editorial de San Marcos, Lima, 2002[2]

- Poemas reunidos
  - Mosca Azul Editores, Lima, 1986

- Memorial de casa grande
  - Lustra Editores, Lima, 2005

- Nudo Borromeo y otros poemas perdidos y encontrados
  - Lustra Editores, Lima, 2006.[3]

- Poesía completa
  - Visor Editores, Madrid, 2007

- Poesía completa
  - Editorial del Tambo, Lima, 2013

### Teatro
- Apocalipsis de una noche de verano
  - Instituto Nacional de Cultura, Lima 1988[4]

- Cuadrando el círculo
  - 1997

- Teatro Completo
  - Lustra Editores, Lima, 2009

- Wamán Poma, Camina el Autor
  - (en La Extensión de la Palabra, Aldus, México, 2002)

### Novela
- Aprendizaje de la limpieza
  - Barcelona, Tusquets Editores, 1978
  - Mosca Azul Editores, Lima, 1979

- Fata Morgana
  - Lima, ASA Ediciones, 1994.[5]

### Cuento
- Cuentos de extremo occidente
  - Fondo Editorial de la Universidad Católica, Lima, 2002

- Cuentos Incompletos
  - Lustra Editores, Lima, 2009

### Crónica
- Pararrayos de Dios (10 poetas peruanos)
  - Editorial Tribal, Lima, 2012.[6]

- Crónicas Periodísticas, Editorial del Tambo, Lima, 2012.

### Astrología
- El Sistema Astrológico
  - Barral Editores, Barcelona, 1973

### Guías
- Guía de México
  - UNICLAM, París, 1977

- Guía de Bolivia
  - UNICLAM, París, 1979

- Guía del Perú
  - UNICLAM, París, 1981

## Premios
- En 1971 obtuvo el máximo galardón en el certamen internacional de poesía Maldoror, organizado por la editorial Barral de España.
- En 1987 ganó el primer puesto del premio internacional de cuento Juan Rulfo, otorgado en París por la Radio Francesa Internacional con el relato "El Benefactor".
- En el 2009 obtuvo la reconocida Beca Guggenheim.
- En el 2013 obtuvo el Premio Nacional de Cultura, Categoría Trayectoria.[1]
- Premio Arte Nuevo: “Cuadrando el Círculo” (Teatro, Lima, 1997).
- Por “Primicias de cocina peruana” (Ensayo gastronómico):
  - Academia Nacional de Gastronomía de España, 2.º premio (Madrid, 2007),
  - Gourmand Award 2006 mejor libro de cocina extranjera (Pekín, 2006),
  - Latino Book Award 2007, 2.º premio (New York, 2007).